# Auguste Anicet-Bourgeois

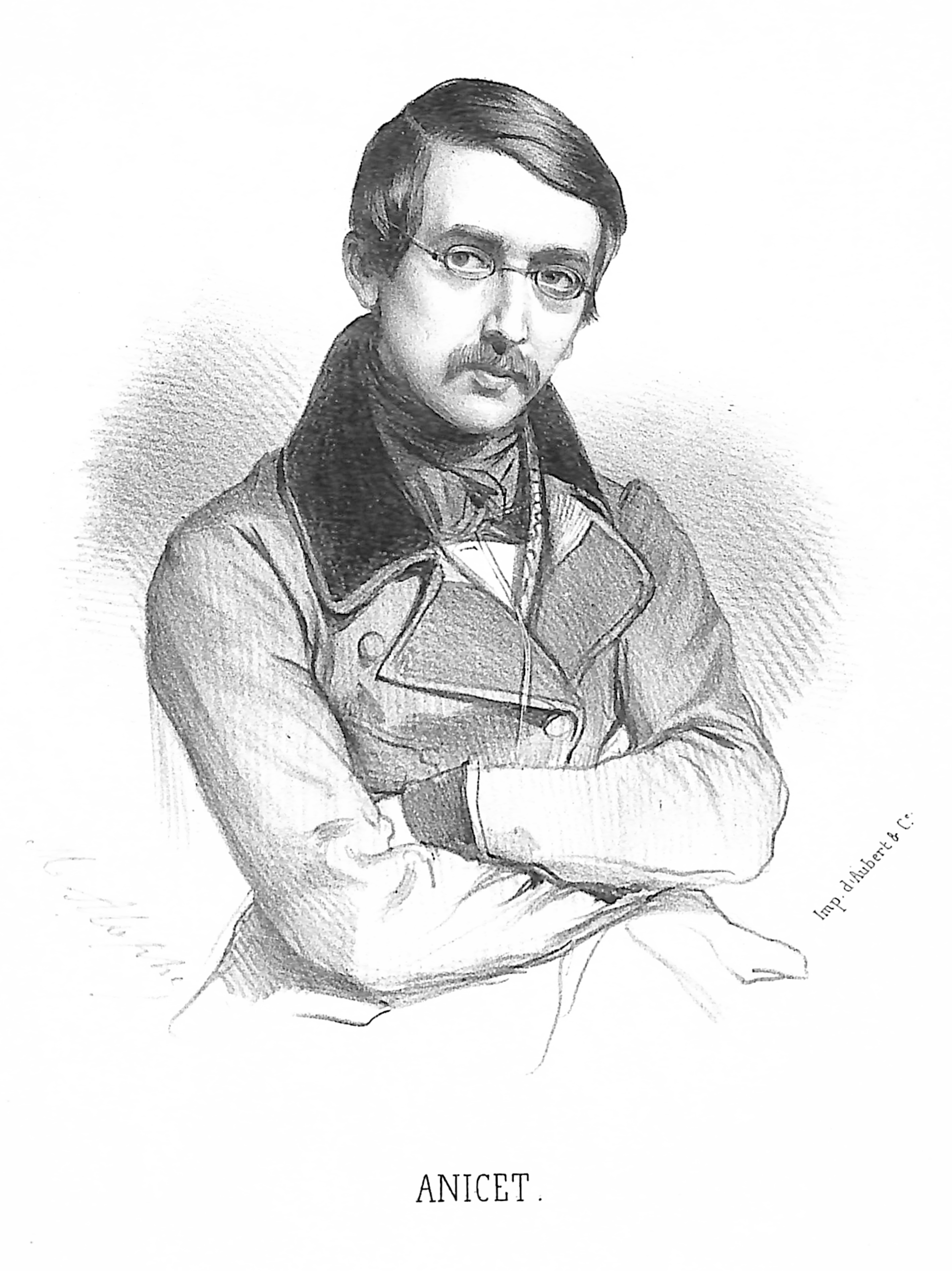
Auguste Anicet-Bourgeois

Auguste Anicet-Bourgeois (* 25. Dezember 1806 in Paris; † 13. Januar 1871 in Pau) war ein französischer Theaterdichter.

## Leben
Anicet-Bourgeois war der Sohn armer Eltern, die ihm nur eine sehr dürftige Erziehung bieten konnten. Er trat 1821 als Schreiber bei einem Pariser Sachwalter ein. Schon früh gab er seiner Neigung zum Theater nach und brachte 1825 das Melodram Gustave, ou le Néapolitain Théâtre de la Gaîté erfolgreich zur Aufführung. Daher widmete er sich ganz der Bühnenschriftstellerei. Dabei war er keineswegs nur auf die Melodramatik spezialisiert, sondern verfasste rund 300 Volksstücke im gröberen Stil, Lustspiele, Vaudevilles, Texte zu komischen Opern, ernste Dramen und Tragödien. Viele der Stücke waren, wie es zu jener Zeit in Mode gekommen war, Gemeinschaftsproduktionen. Zu seinen Mitarbeitern gehörten unter anderem Victor Henri Joseph Brahain Ducange, Édouard Simon Lockroy, Ferdinand Vallon de Villeneuve, Paul Féval, Adolphe d’Ennery und Louis Brisebarre. Er war zudem der Mitverfasser einiger bekannter Werke, die im Namen von Alexandre Dumas erschienen.
In den letzten Jahren seines Lebens schrieb Anicet fast nur noch Feerien (französisch Féerie, ein Bühnenstück, worin Dekorationen und zauberhafte Verwandlungen durch Maschinerie die Hauptsache bilden) oder vielmehr den Text zu glänzend hergerichteten Ausstattungs- und Paradestücken. Er starb im Alter von 62 oder 65 Jahren, wobei es unterschiedliche Angaben zu den Lebensdaten gibt, entweder am 12., 13., 18. Januar oder erst im Februar 1871.

## Werke (Auswahl)
Von seinen Stücken viele erhalten geblieben, darunter
- J’enlève ma femme, Passé minuit, La joie de la maison, Les trois épiciers, Le maître d’école, La petite Fadette, La fiole de Cagliostro, Pascal et Chambord, Cotillon III
- Dramen: La pauvre fille, Le docteur noir, Atar-Gull, Madeleine, Les fugitifs, Gaspard Hauser, Les pirates de la savane, La fille des chiffonniers, Latude, ou trente-cinq ans de captivité und  Médecin des enfants
- Mit Alexandre Dumas d. Ä.: Térésa, Angéle, Catherine Howard, La Venitienne und Le mari de la veuve[5]

## Rezeption
- Le maître d’école war die literarische Vorlage für Johann Nestroys Burleske Die schlimmen Buben in der Schule von 1847 mit der Musik Michael Hebenstreit.